# Емил Женар
Емил Женар (Црепаја, 1884 — Београд, 1954), био је сликар.

## Биографија
Рођен је у Црепаји, али се као дете преселио у Велики Бечкерек. У средњој школи му је учитељ цртања познати ликовни педагог Антал Штрајтман. На једној Штрајтмановој изложби добио је награду.
Захваљујући моралној подршци професора Штрајтмана и писменој препоруци Уроша Предића, 1909. годиине добио је стипендију Торонталске жупаније и отишао на школовање у Минхен. Своје стручно усавршавање Женар је наставио 1912. године на Академији у Будимпешти код професора Кароља Ференција.
Након школовања живео је у Великом Бечкереку све до 1931. године када се запослио као наставник цртања гимназије у Белој Цркви. У Белој Цркви остаје до 1936. године када је пензионисан, потом се преселио у Београд где остаје до своје смрти 1954. године.
Женар је у Великом Бечкереку први пут излагао на изложби „Великобечкеречких импресиониста” 1912. године, заједно са Штрајтманом, Вадлером и Варкоњијем. Седам година касније, 1919, Женар се појављује и на изложби торонталских уметника.